# Ammar Negadi
Ammar Negadi (en tifinagh ⴰⵎⵎⴰⵔ ⵏⴻⴳⴰⴷⵉ ), también conocido como Ammar Chawi o Amar Achaoui  (Thamarwent (Merouana), wilaya de Batna, 1943-París, 1 de diciembre de 2008) fue un militante berberista chaoui argelino creador del calendario berbère. Es autor de numerosos escritos sobre el Aurès y sobre la cultura bereber. Fue fundador de la 

## Biografía
Ammar Negadi está considerado como el precursor del activismo berberista chaouí. En un contexto difícil, caracterizado por el predominio de la ideología panarabista del Presidente Boumédiène, la actividad del joven Ammar Negadi estaba en el punto de mira del poder y sus redes locales por lo que acabó exiliándose a Francia.

### Los años de Agraw amaziges
Llegado a París, Ammar Negadi frecuentó los medios berbéristas y adhiere a la Academia bereber (Agraw imaziɣen) convirtiéndose en uno de sus miembros más activos. Además de sus contribuciones que firma con el seudónimo de Amar Achaoui, promueve la utilización del alfabeto Tifinag y participa en la creación del Fus dheg Fus, que fue el primer alfabeto tifinag.
En 1970 abrió la primera librería amazig "Adlis Amazigh" en la rue Léon Frot de París, un lugar que se convirtió en imprecincible para la cultura amazig y quienes buscaban conocer más sobre su cultura y su identidad.
En 1972 lanzó la revista cultural mensual Asaghen al tiempo que inicia los trabajos sobre la antigua lengua Tifinag que culminarán con la creación del neo-tifinag adoptado por el Real Instituto de Cultura Amazig (IRCAM)  y utilizado ampliamente hoy en día.
En 1975 tras una amplia investigación, editó la primera lista con 750 nombres amazighs -150 de ellos nombres femeninos- que será utilizada en parte más tarde por el Ministerio del Interior argelino para establecer la lista de nombres amazighs aceptados por estado civil argelino en 2013.
Abandonó la academia bereber en 1975.

### Unión del Pueblo Amazig (UPA)
En 1978 Negadi fundó la Unión del Pueblo Amazig (UPA) (Tediut no Aghrif Amazigh) -algunos textos apuntan a su fundación en 1974- una organización que jugará un importante papel en la difusión de la cultura bereber. 
La misma revista, Asaghen editará el primer calendario bereber en 1980.
En 1997 Ammar Negadi junto a Djemaa Djoghlal, Abdarrahmane Bouali otras dos grandes figuras del activismo bereber del Aurés  colaboran en la página web aureschaouia.free.fr donde publicaron parte de sus trabajos.

## Calendario bereber

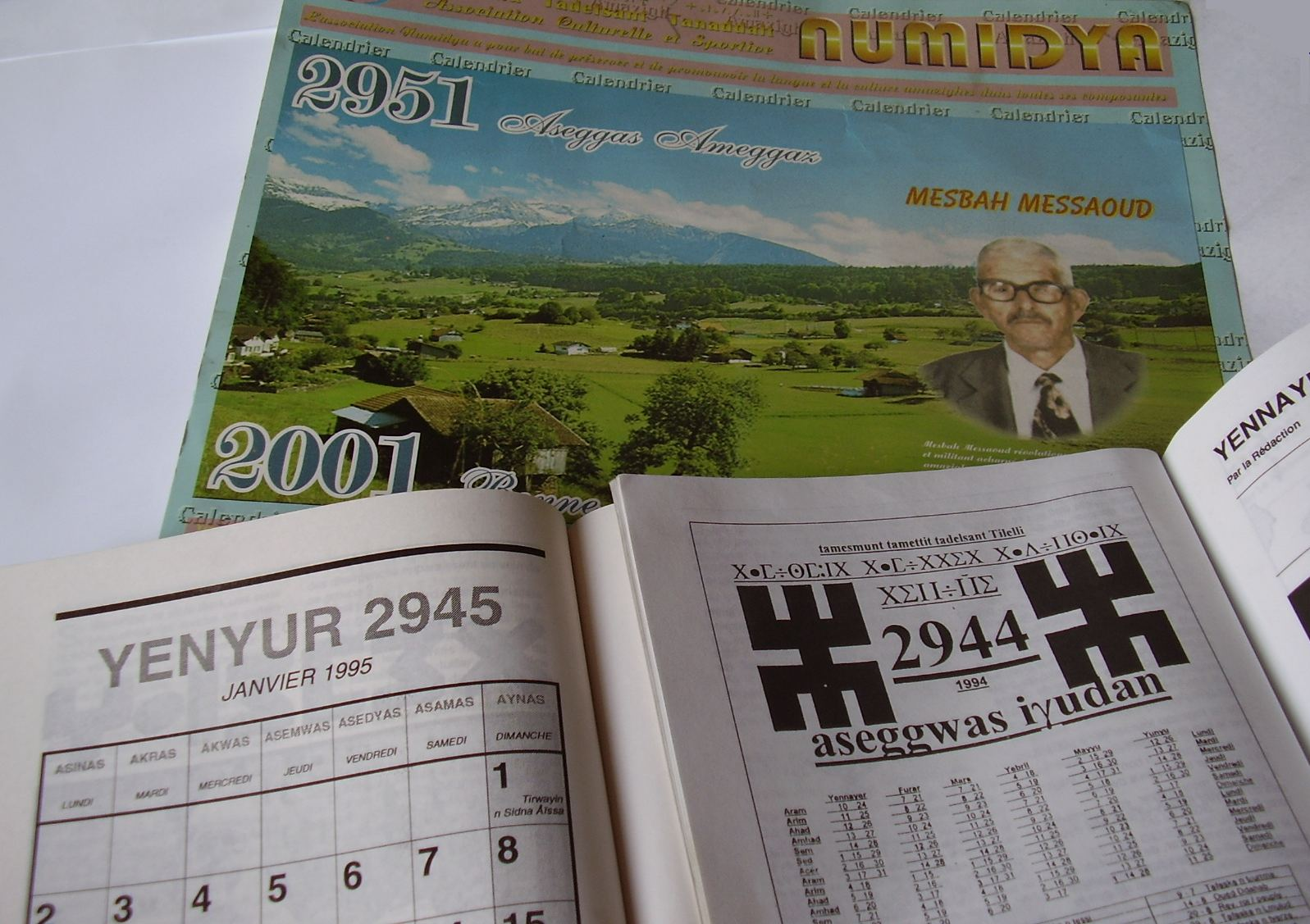
Calendario Bereber

La idea de crear una « era bereber » como existe una cristiana y otra musulmana, es un sueño que Ammar Negadi acarició durante mucho tiempo. Después de varios años de investigación, acabó por encontrar la fecha cero de su calendario. Escogió el año 950 antes Jesucristo que corresponde a la fecha donde el faraón berbère Sheshonq Ier (también conocido como Chachnaq, o Cacnaq) accede al trono de Egipto. Publica en 1980, en el boletín Azaghen, el primer calendario bereber. De pequeño formato, representa un guerrero targui que mantiene su espada en la mano izquierda y un escudo, adornado de una Z bereber, en la mano derecha.
El calendario se ha convertido en una referencia en la actualidad. El año nuevo bereber de 2017 corresponde al Yennayer 2967.

## Libros
Ammar Negadi legó su biblioteca de 3 500 libros a Djemaâ Djoghlal con el fin de crear una biblioteca en el Aurès. Djemaâ Djoghlal, originaria de Jenchela familiar de Abbas Laghrour, militante de la causa bereber y una de las figuras del feminismo argelino, socióloga, tiene varios artículos de prensa sobre el patrimonio cultural chaouis, falleció en noviembre de 2016 sin llegar a entregar los documentos históricos y los libros a la Universidad de Batna Hadj Lakhder y de Jenchela a causa de los problemas burocráticos.

## Homenajes
Cada año y de manera cada vez más extendida entre la comunidad bereber el 12 y 14 de enero se celebra el Yennayer y se distribuye el calendario amazig.